# Música Sertaneja

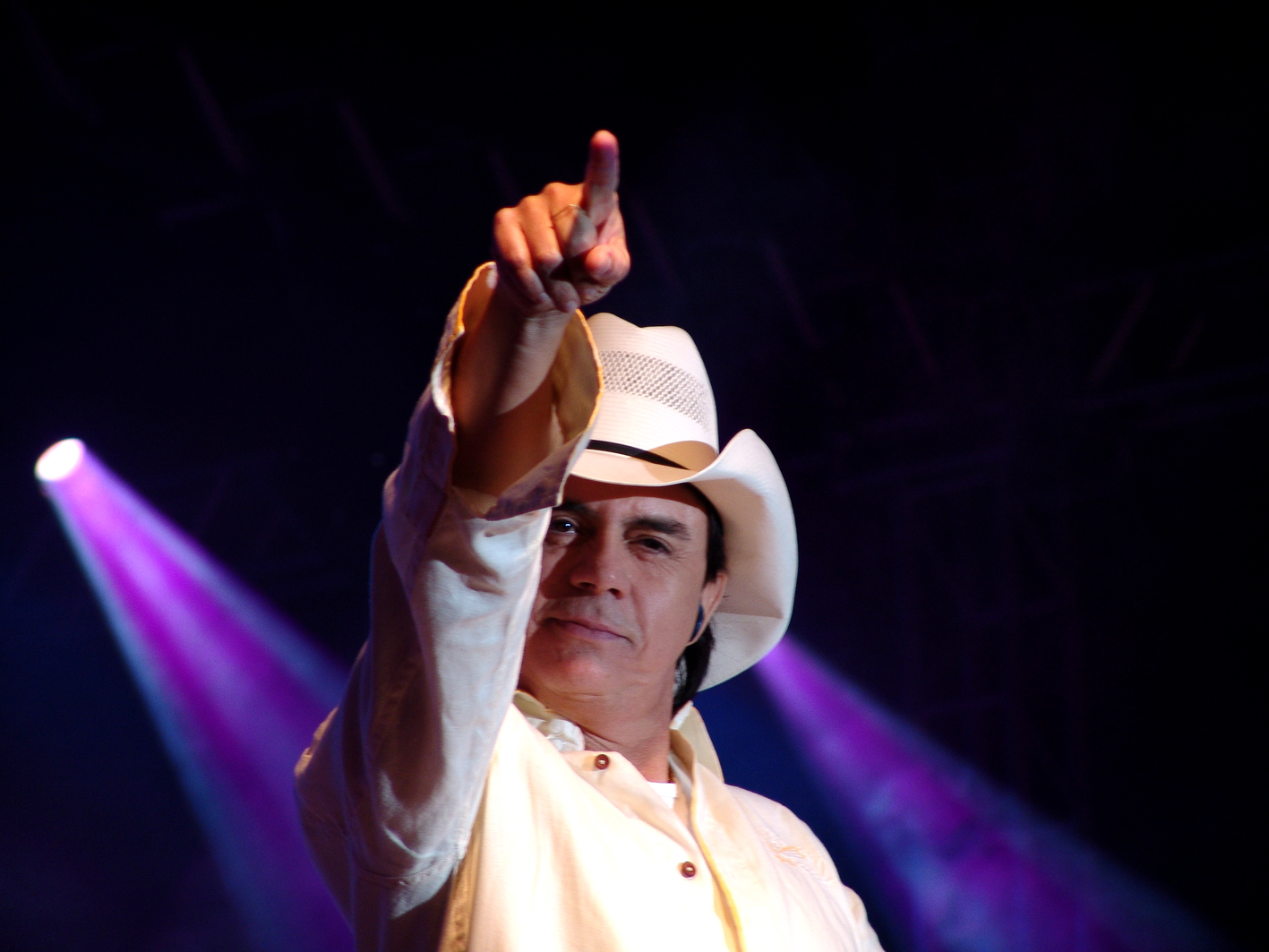
Der Sänger Chitãozinho von dem Duo Chitãozinho e Xororó

Música sertaneja [ˈmuzikɐ seʁtaˈneʒɐ] ist ursprünglich ein brasilianischer Musikstil. Ihre Wurzeln hat die Música sertaneja im ländlichen, trockenen Landesinneren der Staaten São Paulo, Goiás, Mato Grosso, Minas Gerais und Paraná, dem namengebenden Sertão.
Da die Landflucht aus dieser besonders armen Region in die städtischen Ballungsräume, vor allem nach São Paulo, besonders groß ist, wanderte mit den Bewohnern des Sertão, den Sertanejos, auch ihre Musik und kann heute mit gleichem Recht als landesweiter Musikstil gelten wie als Regionalstil São Paulos. Für kurze Zeit war die Música sertaneja bereits in den 1930er Jahren eine Modemusik. In den 1980er und 1990er Jahren bauten die brasilianischen Massenmedien die früher als duplas caipiras („Hinterwäldler-Paare“) geschmähten Duos wie Leandro e Leonardo oder Chitãozinho e Xororó nach dem Vorbild der Country-Musiker in den USA zu landesweiten Stars auf. Seitdem sieht man vielerorts Poster der Sänger mit Cowboyhüten und Designer-Cowboybekleidung. Teilweise haben es diese Duos sogar zu sehr erfolgreichen Konzerten in den USA gebracht.
Dabei hat die heutige Música sertaneja beinahe nichts mehr mit der traditionellen Folklore zu tun, was heute unter dieser Bezeichnung firmiert, ist im Grunde Popmusik mit zwei Sängern. Charakteristisch ist das Sängerpaar, das sich früher selbst mit einer zehnsaitigen Gitarre (Viola) begleitete. Heute wird die Musik mit Synthesizer, Schlagzeug, E-Gitarre und E-Bass instrumentiert. Stilistisch werden in der Música sertaneja ländliche Musikstile wie toada, moda de viola, cana-verde und catira mit Einflüssen aus bolivianischer, mexikanischer, paraguayischer und nordamerikanischer Country-Musik gemischt. Die Texte der Lieder sind „Schnulzen über die Liebe und das Leben auf dem Lande“.